# Isekaj
Isekaj (jap.  — „drugačiji svet / još jedan svet / drugi svet”) je podžanr fikcije. Uključuje romane, lajt romane, filmove, mange, Webtoon-ove, animee i video-igre koje se vrte oko raseljene osobe ili osoba koje su prebačene i moraju da prežive u drugom svetu poput svetu fantazije, virtuelnom svetu ili paralelnom univerzumu sa ili bez mogućnosti da se vrate u njihov prvobitni svet. Isekaj je jedan od najpopularnijih žanrova animea i isekaj priče dele puno uobičajenih tropova – na primer, moćni protagonista koji može pobediti većinu ljudi u drugom svetu borbom. Ovo narativno sredstvo naglašava izgradnju sveta i ne-protagonističke likove i tipično dozvoljava publici da uči o novom svetu istim tempom kao protagonista tokom njihovog putovanja ili života. Ako su glavni likovi transportovani u svet poput igre, žanr se može preklapati s književnom igrom uloga. 
Koncept isekaja je počeo u Japanskom folkloru, poput Urašime Taroa. Međutim, prva moderna isekaj dela su bila Haruka Takačihov roman Ratnik iz Drugog Sveta I Jošijuki Tominova televizijska serija Aura Battler Dunbine.

## Istorija

### Rani mediji
Koncept isekaja ima prethodnice u drevnoj Japanskoj književnosti, posebno u priči o ribaru Urašimi Tarou koji spašava kornjaču i biva doveden u čudesno podvodno kraljevstvo. Nakon što je tamo proveo, po njegovom proračunu, oko 4-5 dana, Urašima se vraća svom rodnom selu i shvata da je 300 godina u budućnosti. Druge preteče isekaju uključuju fantazijske portal priče iz Engleske književnosti, naročito romane Alisa u Zemlji Čuda (1865), Jenki iz Konektikuta u dvoru Kralja Artura (1889), Čudesni Čarobnjak iz Oza (1900), Petar Pan (1904) i Letopisi Narnije (1950). 

### Savremeni mediji
Najranije savremene Japanske isekaj priče uključuju Haruka Takačihov roman Ratnik iz Drugog Sveta (1979), Tacunoko Produkcijin CBN kolaborativni hrišćanski anime Superknjiga (1981), anime filmska adaptacija Čarobnjaka iz Oza (1982) i Jošijuki Tominov anime Aura Battler Dunbine (1983). Najraniji isekaj anime koji uključuju protagonistu koji je zaglavljen u virtuelnom svetu video-igara je bio film Super Mario Braća.: Velika misija spašavanja princeze Pič! (1986), zasnovan na hit video-igri Super Mario Braća (1985); anime filmska adaptacija uključuje Maria koji igra video-igru koja dolazi do života, čineći je prethodnikom "zaglavljen u video-igri" podžanra isekaja.
Drugi rani anime i manga naslovi koji mogu biti klasifikovani kao isekaj uključuju Mašin Heroj Vataru (debi 1988.), NG Vitez Ramune & 40 (debi 1990.), Fušigi Yûgi (debi 1992.), El-Hazard (debi 1995.) i The Vision of Escaflowne (debi 1996.), u kojima su protagonisti ostali u slični njihovom originalnom izgledu pri ulasku u drugačiji svet. Drugi naslovi devedesetih identifikovani kao isekaj uključuju serijal romana i animea Dvanaest Kraljevstva (debi 1992.), franšizu manga/animea/igara Magični Vitez Rajeart (debi 1993.), vizuelni roman avanturističku igru YU-NO: A Girl Who Chants Love at the Bound of this World (1996), manga i anime serijal Inujaša (debi 1996.), anime serijal Sada i Tada, Ovde i Tamo i Pustolovine sa Digimonima (oba su imali debi 1999.). Začarani grad (2001) je bio jedan od prvih isekaj filmova koji je postao svetski poznat, iako se termin "isekaj" nije često koristio u to vreme.
RPG avanturistička igra Mesec: Remiks RPG Avantura (1997), Pustolovine sa Digimonima (debi 1999.) i .hack (debi 2002.) franšize su bile neke od prvih dela da predstave koncept isekaja kao virtuelni svet, sa Sword Art Online-om (Veb roman debi 2002.) idućo njihovim stopama, iako je ova kategorizacija osporena, uključujući i od strane kreatora serijala.
Popularan lajt roman i anime serijal u 2000-ima bio je The Familiar of Zero (debi 2004.), gde je glavni muški protagonista Saito iz savremenog Japana prizvan u svet fantazije od strane glavnog ženskog protagoniste Luiz. The Familiar of Zero je popularizovao isekaj žanr u veb i lajt romanima, zajedno s Shōsetsuka ni Narō ("Hajde da postanemo romanopisci"), poznat ukratko kao Narō. The Familiar of Zero fan fikcija je postala popularna na Narō-u u kasnim 2000-ima, eventualno stvarajući trend isekaj romana na sajtu, koji su postali poznati kao Narō romani. The Familiar of Zero pisci fan fikcije su eventualno počeli pisati originalne isekaj romane, poput Tappei Nagacukia koji je kreirao Re:Zero (debi 2012.). Anime adaptacija Sword Art Online-a 2012. je popularizovala žanr isekaja u animeu, što je dovelo do još više objavljenih isekaj veb romana na Narō-u i niz Narō romana koji su adaptirani u anime. Otprilike je u to vreme termin "isekaj" nastao. 
U maju 2021. Kadokava je najavila da će otvoriti "Isekaj Muzej" u Julu iste godine. 
U martu 2024. reč isekai je dodata u Oksfordski rečnik engleskog jezika.

## Karakteristike
U mnogim primerima, glavni lik je obična osoba koja napreduje u novom okruženju zahvaljujući stvarima u modernom svetu koje su smatrane "izvanrednim" u drugom svetu. Ovo mogu biti fizičke karakeristike, poput boju očiju ili kose, ili normalne svakodnevne veštine koje su naučili u prošlom životu poput kuvanja, inženjerstva, osnovne edukacije ili medicine, koje su daleko naprednije u savremenom, pravom svetu nego u onom gde su poslati.  U Sorcerous Stabber Orphen-u, čitava populacija ljudi se pojavi u magično stvorenom svetu, transportovani sa Zemlje, i delimično su pomešani s lokalnim zmajolikim Nebeskim Bićima.
U mnogim delima, isekaj se preklapa sa harem i književnim RPG žanrovima, gde protagonista stekne ljubav nekoliko potecijalnih romantičnih partnera, koji mogu ali ne moraju biti ljudi. Jedan primer ovoga je Harem u Lavirintu Drugog Sveta.

### Prelaz naspram Reinkarnacije
Žanr može biti podeljen na dve vrste: "prelaz u drugi svet (異世界転移, isekai ten'i) i "reinkarnacija u drugi svet" (異世界転生, isekai tensei). U "prelaz u drugi svet" pričama, protagonista je transportovan u drugi svet (na primer putujući do njega ili magično prizvan do njega).  U "reinkarnacija u drugi svet" pričama, protagonista je poslat u drugi svet nakon umiranja u pravom svetu. Stalna metoda smrti gaženje kamionom i umiranjem, stvarajući mim Truck-kun-a, kamiona koji se pojavljuje u mnogim isekaj serijalima koji ubija protagonistu i protagonista se reinkarnira u drugačiji svet.

### Izabrani
Dok je protagonista klasičnog isekaj dela obično "izabrani heroj", postoji niz alternativnih verzija koncepta. Jedan trend je da se protagonista reinkarnira u telo nebitnog sporednog lika ili čak zlikovca.

### Varijante

#### Žena zlikovac
"Žena zlikovac isekaj" je podžanr u nastajanju unutar isekaj pejzaža prikazivajući dinamike između preseljenog ženskog zlikovca koje se odvajaju u otome postavci, koja ostavlja ove likove bez ikakvog izbora osim da prihvate ulogu koja je primorana nad njima. Ove priče prate putovanje glavnog lika koji pokušavaju da izbegnu mračnu, predodređenu "Loš Kraj" sudbina otome ženskog zlikovca. Regularni isekaj animei daju protagonistama slobodnu volju i mogućnost da postignu junačku slavu u njihovim novim životima. Žena zlikovac isekaj animee karakteriše obrnuto, stavljajući likove u sudbonosnu ulogu i uskraćujući im bilo kakvu slobodnu volju u igri. Pošto se većina likova bori protiv "žene zlikovca", protagonisti je dozvoljeno više sredstva i moralnog sivila nego normalnoj "heroini" i bačena je u trku s vremenom da izbegne predodređenu sudbinu igre. 
Yandere-kei Otome Game no Sekai ni Tensei shiteshimatta you desu (ヤンデレ系乙女ゲーの世界に転生してしまったようです, bukvalni prevod 'Izgleda da sam se reinkarnirala u svet Jandere Otome Igre') i Kenkyo, Kenjitsu o Motto ni Ikite Orimasu! (謙虚、堅実をモットーに生きております！, bukvalni prevod 'Živeću s poniznšću i pouzdanošću kao svojim motom!') poznati su po popularizaciji podžanra u zajednici veb romana 2013. godine. Moj Sledeći Život kao Žena Zlikovac: Svi Putevi Vode ka Propasti! je emitovan 2020. tokom COVID-19 pandemije i započeo je popularnost "Žena zlikovac" animea. Ubrzo su se pojavile desetine serija sa sličnim temama i tropovima u narednim godinama. 

#### Obrnuti
"Obrnuti isekaj" je podžanr isekaja koji prati bića iz fantazijskog univerzuma koja su transportovana ili reinkarnirana na savremenu Zemlju, uključujući anime Re:Creators. Dodatno, postoji "duplo obrnuti isekaj" ili "uzastopni isekaj" gde je lik koji je umro u fantazijskom svetu reinkarniran u moderni svet (donoseći moderno znanje", samo da bi ponovo umro i ponovo bio reinkarniran u prethodno spomenuti fantazijski svet, često u prošlosti, da bi uveo to znanje u njegov originalni svet, kao u Doktor Elisi.

#### Mirni
"Mirni isekaj" žanr uključuje "spor život" pristup, gde je protagonista bio prezaposlen u prošlom životu, pa odlučuje da se odmori u sledećem. Još jedan ogranak je kada protagonista koristi novi svet da istražuje interes, hobi ili cilj koji je imao u prošlom životu ali nije mogao da dostigne, poput studiranja ili otvaranja biznisa, kao u Restoranu do Drugog Sveta.

## Reakcija
Isekaj žanr je postao toliko popularan tokom ranih i srednjih 2010-ih da je počeo da generiše negativnu reakciju, i u Japanu i u inostranstvu, od onih koji su se osećali da pretrpava veći manga i anime tržište. U 2016. Japansko takmičenje kratkih priča organizovano od strane Bungaku Free Marketa I Shōsetsuka ni Narō-a je stavilo opštu zabranu za sve priče koje uključuju isekaj. Izdavač Kadokava je isto zabranio isekaj priče u svom anime/manga stil takmičenju romana 2017. godine.